# Flachschnitt

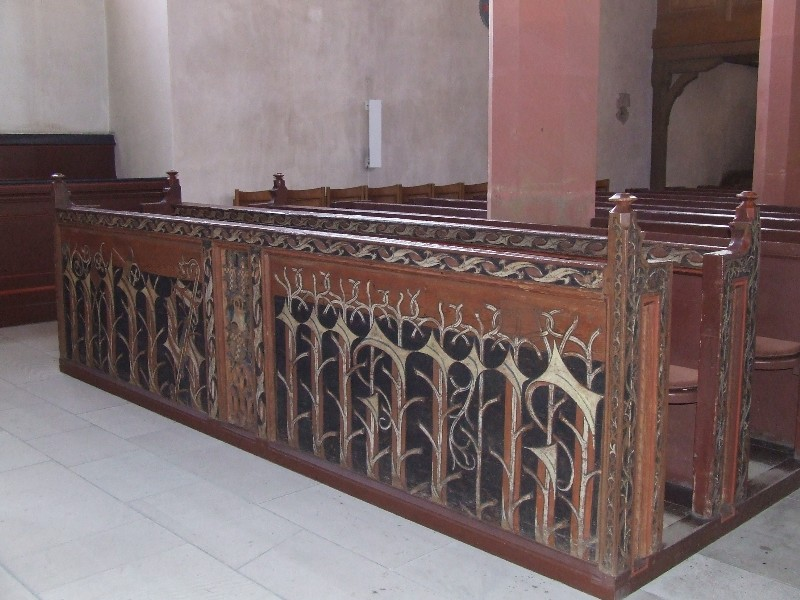
Kalligraphischer Flachschnitt Erhart Falckeners (re: „maria“, li: „jesus“): östl. Vorderfront der südl. Bankgruppe in der Simultankirche Bechtolsheim

Ein Flachschnitt ist ein in der Spätgotik in Süddeutschland und den Alpenländern, besonders in Tirol, verbreiteter Schnitzschmuck ebener Holzpartien bei Möbeln und Einrichtungsgegenständen wie Truhen, Schränken, Kirchenbänken, Kanzeln und Brüstungen von Emporen. In Norddeutschland werden in dieser Zeit eher plastische Schnitzereien bevorzugt.
Während für plastische Dekorationen vor allem Eichenholz zum Einsatz kam, wurden für Flachschnitte primär Fichtenbretter benutzt, die durch das Entstehen von Sägewerken preiswert beschafft werden konnten.
Die dekorativen Darstellungen des spätgotischen Flachschnitts sind figürlich, Ornamente oder Inschriften. Sie entstehen nach Anriss der Konturen mit dem Geißfuß durch flaches Wegschneiden oder Herausstemmen der die darzustellenden Objekte umgebenden Flächen mit Schnitzmesser, Hohleisen oder Stechbeitel. Vielfach wird der tiefer liegende Grund zur Erhöhung der plastischen Wirkung farbig angestrichen. 
Typische spätgotische Ornamente zeigen stilisierte rankende Akanthus- und Distelpflanzen, oftmals aber auch naturalistische Pflanzendarstellungen. 
Die Verbreitung von Flachschnittdekorationen findet parallel zum Aufkommen des Holzschnitts ab der ersten Hälfte des 15. Jahrhunderts statt. Häufig treten Flachschnitte auch in Verbindung mit gotischem Maßwerk auf. Nach Übergangsformen in der Renaissance verliert der spätgotische Flachschnitt an Bedeutung, kommt aber mit der Neugotik nochmals in Mode. 
Ein bekannter Meister des Flachschnitts war Erhart Falckener, der aus Bayern stammte und um 1500 am Mittelrhein Kirchenmöbel fertigte.
Der Begriff Flachschnitt wird nicht nur in der Holzschnitzerei, sondern in analoger Bedeutung auch in der Elfenbeinschnitzerei gebraucht.